# Aldabrachelys abrupta
Aldabrachelys abrupta es una especie extinta de tortuga criptodira de la familia Testudinidae que habitó en el oeste y centro de Madagascar.

## Ecología
Era una especie grande, de aproximadamente 115 cm de longitud. Originalmente fue una de las seis especies de tortugas endémicas de Madagascar (dos del género Aldabrachelys, dos de Astrochelys y dos de Pyxis). Fue simpátrico con las otras especies de tortuga gigante de Madagascar, Aldabrachelys grandidieri (también extinta) y ambas especies ocupaban tanto en la costa como las tierras altas más frías de Madagascar, donde cumplían el papel de grandes herbívoros. Mientras que A. abrupta se alimentaba de arbustos y ramas bajas, A. grandidieri pastaba en praderas cubiertas de hierba y humedales.
A diferencia del aplanado caparazón de su especie hermana, el de A. abrupta era alto, redondeado y en forma de cúpula.

## Extinción
El material de esta especie ha sido fechada entre 750 y 2850 años antes del presente. Se estima que se extinguió alrededor de 1200 aunque esta posición es discutida por citas que han sugerido que algunos sobrevivieron hasta al menos el año 1500, conviviendo un tiempo considerable con los seres humanos hasta que finalmente se extinguió.